# Lac-Saint-Jean-Est
Lac-Saint-Jean-Est es un municipio regional de condado (MRC) y una división de registro de Quebec (Canadá) en la región de Saguenay–Lac-Saint-Jean.